# Gogoșița, Dolj
Gogoșița este un sat în comuna Gogoșu din județul Dolj, Oltenia, România.

## Personalități
- Iulian Vlad, (1931 - 2017), general, ministru comunist

 Acest articol despre o localitate din județul Dolj este deocamdată un ciot. Puteți ajuta Wikipedia prin completarea lui.